# 拉藏格
拉藏格（法語：Razengues，法語發音：[ʁazɛ̃ɡ]）是法国热尔省的一个市镇，属于欧什区。该市镇总面积4.35平方公里，2009年时的人口为189人。

## 人口
拉藏格人口变化图示